# Huperzia quadrifariata
Huperzia quadrifariata là một loài thực vật có mạch trong Họ Thạch tùng. Loài này được (Bory) Rothm. mô tả khoa học đầu tiên năm 1944.